# Andrea Guasch
Andrea Guasch Selva (Barcelona, 20 de diciembre de 1990) es una actriz, cantante, compositora y bailarina española.

## Biografía
A los 5 años comenzó a formarse en danza clásica y jazz además de breakdance, claqué y contemporáneo. En octubre de 2007 superó con nota "Merit" (notable) el examen de nivel «Intermediate» de la Royal Academy of Dance. De niña pasó unos años como modelo en publicidad interviniendo en casi un centenar de anuncios, para continuar como actriz de artes escénicas.
En sus primeros años, intervino como actriz en varias obras de teatro, La extraña señora Vernon (2002), Mulato (2002), Les obres completes de William Shakespeare (2003), El lladre de fantasies (2003) y Arsénico por compasión (2004). También en los musicales, Annie, el musical (2002) y Peter Pan, el musical (2003), en los telemovies Dalí etre Dieu(2001) y L’orquestra de les estrelles(2002) y en los largometrajes S Club Seeing Double (No me creo lo que veo)(2002) y El juego del ahorcado(2007). Además de diversos papeles en varias series televisivas, tales como Javier ya no vive solo(2003), De Moda- 7 episodios - (2004), El comisario(2005), MIR (2007), Hospital Central(2007), Cuenta atrás(2007), Cuéntame cómo pasó- 3 episodios - (2007) o Acusados- 3 episodios -(2008).
A partir de junio de 2006, protagonizó la serie juvenil Cambio de clase de Disney Channel durante sus tres temporadas, siendo protagonista en 104 de los 131 capítulos que se emitieron. Asimismo, en el mismo canal televisivo, protagonizó en 2007 el concurso Baila conmigo, donde enseñaba a bailar a los telespectadores las coreografías más conocidas de las películas de Disney Channel. En abril de 2007 participó en el evento internacional Disney Channel Games 2007 celebrado en Orlando (Estados Unidos), concursando también en la siguiente edición de los Disney Channel Games 2008 entre los días 27 de abril y 2 de mayo.
En enero de 2008, realizó su debut como cantante con la versión en castellano de la canción «Nada es lo que parece ser», sintonía de cabecera de la serie de Disney Channel Los Magos de Waverly Place.
En agosto de 2008 intervino en 2 episodios de la serie Disney's Kurze Pause (versión alemana de Cambio de Clase) que se rodaron en Múnich, Alemania. En diciembre de 2008 y enero de 2009 intervino en 3 episodios de la serie Acusados en Telecinco. Posteriormente, en junio de 2009 hizo lo propio en 2 episodios de la tercera temporada de Sin tetas no hay paraíso. En esos años, entre los meses de octubre y diciembre de 2009 intervino también en el rodaje de Punta Escarlata, una serie de intriga que preparó Globomedia y Cuatro y que se estrenó en 2010.
Más adelante, también con la empresa The Walt Disney Company protagonizó la serie española La gira, que se estrenó en marzo de 2011. En la serie se mantuvo durante sus dos temporadas con el papel de Sara Cuervo. Además, en julio de 2011, protagonizó también la miniserie spin-off, titulada Los Cuervo: ¡Pillados!.
Entre 2013 y 2014 volvió al teatro para protagonizar el musical Hoy no me puedo levantar con el personaje de María.
El mayo de 2018 se incorporó al elenco del musical La llamada, de Javier Ambrossi y Javier Calvo en su quinta temporada, en el papel protagonista de María Casado alternando dicho personaje con Nerea Rodríguez. Andrea formó parte del musical hasta junio de 2021.
En 2018 actuó en la serie digital Wake Up emitida por la plataforma de Playz, con el personaje de Dalia. Un año más tarde, realizó un cameo en un episodio de la tercera temporada de Paquita Salas (Netflix) haciendo de azafata en una fiesta. En 2021 fue una de las protagonistas de la serie Todo lo otro en HBO Max.
En 2023 se anunció su fichaje como concursante de la décima edición de Tu cara me suena.

## Filmografía

### Televisión

#### Series
| Año         | Serie                       | Personaje            | Cadena                  | Notas         |
| ----------- | --------------------------- | -------------------- | ----------------------- | ------------- |
| 2002        | Dalí être Dieu              | Cécile               |                         | TV Movie      |
| 2003        | Javier ya no vive solo      | María                | Telecinco               | 1 episodio    |
| 2003        | L'orquesta de les estrelles | Núria                | TV3                     | TV Movie      |
| 2004-2005   | De moda                     | Lidia                | TV3                     | 7 episodios   |
| 2006        | El comisario                | Cynthia              | Telecinco               | 1 episodio    |
| 2006-2009   | Cambio de clase             | Valentina            | Disney Channel España   | 104 episodios |
| 2007        | MIR                         | Paloma               | Telecinco               | 1 episodio    |
| 2007        | Hospital Central            | Vanesa               | Telecinco               | 1 episodio    |
| 2007        | Cuenta atrás                | Claudia              | Cuatro                  | 1 episodio    |
| 2007        | Cuéntame cómo pasó          | Isa                  | La 1                    | 3 episodios   |
| 2008        | Disneys kurze Pause         | Valentina            | Disney Channel Alemania | 2 episodios   |
| 2009        | Acusados                    | Ana Sánchez          | Telecinco               | 3 episodios   |
| 2009        | Sin tetas no hay paraíso    | Dunia                | Telecinco               | 2 episodios   |
| 2011-2013   | La Gira                     | Sara Cuervo          | Disney Channel España   | 51 episodios  |
| 2011        | Vida de Cuervo: ¡Pillados!  | Sara Cuervo          | Disney Channel España   | 12 episodios  |
| 2011        | Punta Escarlata             | Icíar Lozano         | Telecinco               | 9 episodios   |
| 2018        | Wake Up                     | Dalia                | Playz                   | 6 episodios   |
| 2019        | Paquita Salas               | Azafata              | Netflix                 | 1 episodio    |
| 2020-2021   | Mercado central             | Susana               | La 1                    | 14 episodios  |
| 2021        | Valeria                     | Aina Andradas        | Netflix                 | 1 episodio    |
| 2021        | Todo lo otro                | Martina              | HBO Max                 | 8 episodios   |
| 2023 - 2024 | Amar es para siempre        | Alicia Crespo Sunner | Antena 3                | 143 episodios |
| 2024        | 4 estrellas                 | Rachel               | La 1                    | 4 episodios   |

#### Programas
| Año  | Serie               | Cadena   | Notas                       |
| ---- | ------------------- | -------- | --------------------------- |
| 2023 | Tu cara me suena 10 | Antena 3 | Concursante - 2.ª Finalista |

### Cine
| Año  | Película                     | Director                     | Personaje     |
| ---- | ---------------------------- | ---------------------------- | ------------- |
| 2003 | No me creo lo que veo        | Nigel Dick                   | Niña pequeña  |
| 2008 | El juego del ahorcado        | Manuel Gómez Pereira         | Chica colegio |
| 2013 | Esto no es una cita          | Guillermo Fernández Groizard | Julia         |
| 2017 | A Curry on an American Plate | San Banarje                  | Audrey        |
| 2017 | Inmersión                    | Wim Wenders                  | María         |
| 2018 | After the Lethargy           | Marc Carreté                 | Sara Hamilton |
| 2022 | Finlandia                    | Horacio Alcalá               | Marta         |

### Videografía
| Año  | Título                      | Artista                  | Notas                                                             |
| ---- | --------------------------- | ------------------------ | ----------------------------------------------------------------- |
| 2008 | «Nada es lo que parece ser» | Andrea Guasch            | Sintonía oficial de la serie Los Magos de Waverly Place en España |
| 2011 | «Siento que caigo»          | Adammo con Andrea Guasch |                                                                   |
| 2011 | «A Girar»                   | Pop4U                    | Sintonía oficial de la serie La Gira de Disney Channel            |
| 2012 | «Preparados para volar»     | Los Cuervo               | Canción original de la serie La Gira de Disney Channel            |
| 2016 | «Talk»                      | DJ Snake                 |                                                                   |
| 2018 | «Wake Up»                   | Elenco de Wake Up        | Sintonía oficial de la webserie Wake Up de playz                  |

## Canciones
- 2006: «¡Ya llegó Cambio de Clase!», única cantante de la cabecera de la serie Cambio de clase.
- 2008: «Nada es lo que parece ser», cabecera en castellano de la serie Los Magos de Waverly Place.
- 2009: «Cómo olvidarte» con el elenco de la serie Cambio de clase.
- 2009: «Que harías tú por mí» con el elenco de Cambio de clase para el álbum Pop it! Rock it! 2.
- 2011: «Siento que caigo», con Ádammo.
- 2011: «Catch Me», con Ádammo.
- 2011: «Esta vida es una carrera», para la serie La gira, con Los Cuervo.
- 2012: «Preparados Para Volar», para la serie La gira, con Los Cuervo.
- 2018: «Wake Up», tema de apertura de la serie Wake Up, junto a Lucía Gil, Diego Domínguez y Chanel Terrero.
- 2019: «Discos y Vinilos», con Hotel Flamingo.
- 2019: «Lleva tu nombre», con Hotel Flamingo.
- 2019: «Boda en Las Vegas», con Hotel Flamingo.

## Teatro
- 2013-2014: Hoy no me puedo levantar como María.
- 2017-2018: Amor de niños (principal).
- 2018-2021:  La llamada como María Casado.
- 2020-2021: Ladies Football Club.